# 氟化铜
氟化铜、氟化铜(II)，是化学式为CuF2的无机化合物。它是白色潮解晶体，为金红石结构，与其他通式为MF2的氟化物类似。

## 用途
氧气存在下，芳香烃与氟化铜在450 °C以上反应可用于制取氟代芳烃，比桑德迈尔反应简单的多，但只适用于对热稳定的化合物。

## 化学性质
氟化铜可由铜与氟气在400 °C反应制得：
Cu + F2 → CuF2
950 °C以上熔融态失氟：
2CuF2 → 2CuF + F2
2CuF → CuF2 + Cu
氟化铜可与氟离子（F−）配合生成CuF3−、CuF42−和CuF64−。